# Jądro wierzchu

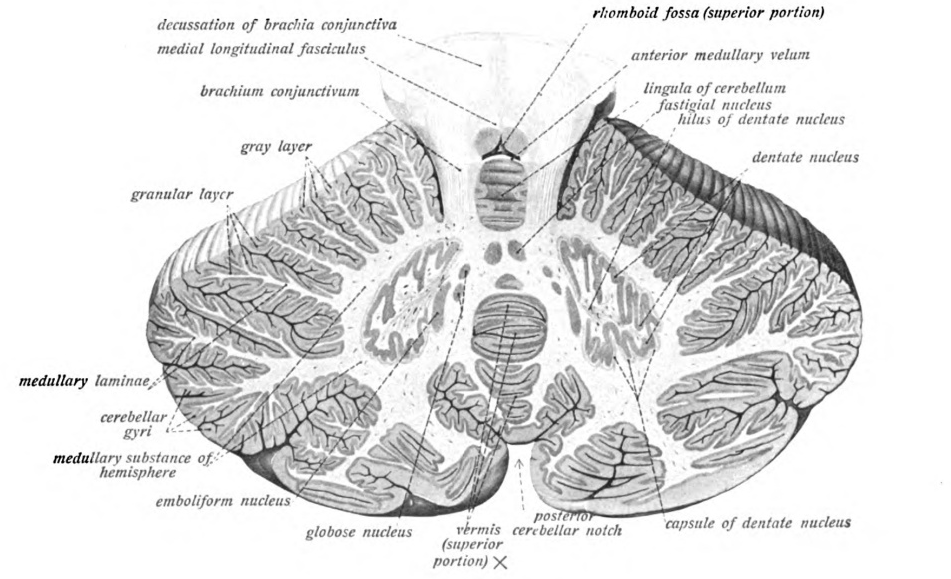
Przekrój móżdżku, jądro wierzchu podpisane fastigial nucleus

Jądro wierzchu (łac. nucleus fastigi, ang. fastigial nucleus) – jedno z czterech jąder móżdżku u człowieka. Oprócz niego w móżdżku znajdują się: jądro zębate, jądro czopowate i jądro kulkowate. U innych ssaków zamiast czterech jąder móżdżku wyróżnia się trzy, jądru wierzchu odpowiada jądro przyśrodkowe. Jądro wierzchu jest najstarszym filogenetycznie jądrem móżdżku, stanowiąc część tzw. móżdżka dawnego. 
Jądro wierzchu leży niedaleko płaszczyzny pośrodkowej robaka wewnątrz istoty białej. Ma kształt spłaszczonej elipsoidy. Przedni koniec znajduje się blisko komory czwartej, od której jest oddzielony pasmem istoty białej oraz wyściółką. Tylny koniec rozszczepia się na kilka węższych pasm. Od strony przedniej, tylnej i przyśrodkowej jest odgraniczone istotą białą. Bocznie przylega do niego jądro kulkowate, od dołu jądro przedsionkowe górne.
W wymiarze pionowym jądro osiąga 3–4 mm, w poprzecznym 5–6 mm, a w strzałkowym 9–10 mm. 
Ma połączenia aksonalne z jądrami przedsionkowymi i z tworem siatkowatym rdzenia przedłużonego.  